# Philippe Gille

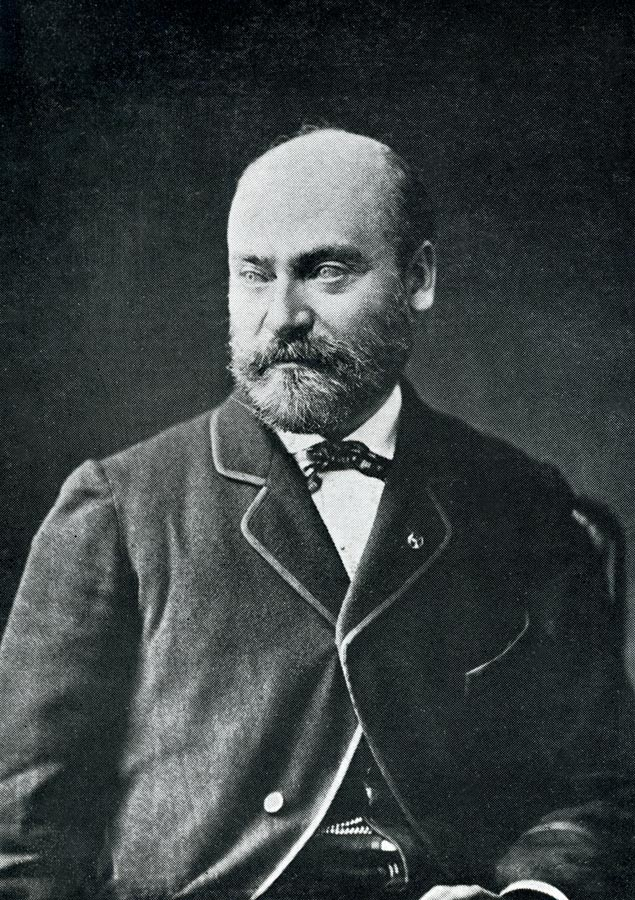
Philippe Gille.

Émile François Philippe Gille, född 10 december 1831, död 19 mars 1901, var en fransk teaterförfattare och kritiker.
Gille har skrivit åtskilliga opera- och operettexter, flera med musik av Léo Delibes såsom Lakmé (1883, svensk översättning 1889), samt libretton till Jules Massenets Manon (1884, svensk översättning 1896). Gille utgav även flera samlingar konst- och litteraturessäer.